# 丁田町 (半田市)
丁田町（ちょうだちょう）は、愛知県半田市の地名。

## 地理
半田市北東部に位置する。北は知多郡阿久比町に接する。

### 学区
- 高等学校 - 尾張学区
- 中学校 - 半田市立半田中学校[WEB 5]
- 小学校 - 半田市立岩滑小学校[WEB 5]

### 河川
- 矢勝川[1]

## 歴史

### 町名の由来
字名に由来する。

### 沿革
- 1957年（昭和32年） - 半田市旧半田町域の一部により、同市丁田町が成立[2]。

### WEB
1. ↑  “愛知県半田市の町丁・字一覧”.   人口統計ラボ. 2023年11月25日閲覧。
2. ↑  総務省統計局 (2022年2月10日). “令和2年国勢調査の調査結果(e-Stat) - 男女別人口，外国人人口及び世帯数－町丁・字等” (CSV). 2023年8月2日閲覧。
3. ↑  “愛知県半田市の郵便番号一覧”.   日本郵便. 2023年11月25日閲覧。
4. ↑  “市外局番の一覧” (PDF).   総務省 (2022年3月1日). 2022年3月22日閲覧。
5. 1 2  “半田市立小中学校　通学区域一覧（町名あいうえお順）” (PDF) (2015年4月1日). 2024年10月13日閲覧。

### 書籍
1. 1 2 3  「角川日本地名大辞典」編纂委員会 1989, p. 1820.
2. 1 2  「角川日本地名大辞典」編纂委員会 1989, p. 837.